# Герберт Маркузе
Ге́рберт Марку́зе (нім. Herbert Marcuse; 19 липня 1898, Берлін — 29 липня 1979, Штарнберґ) — теоретик марксизму, один із представників Франкфуртської школи, філософ, соціолог, психолог, громадський діяч. Німецький єврей за походженням, Герберт Маркузе велику частину свого життя прожив у США, де написав більшість своїх творів англійською.

## Біографія
Герберт Маркузе народився у єврейській сім'ї у Берліні.
Під час Першої світової війни служив у німецькій армії, доглядаючи за кіньми. Згодом став членом солдатської ради, брав участь у соціалістичному повстанні, очоленому «Союзом Спартака» і врешті-решт розгромленому силами Веймарської Республіки.
Після здобуття ступеня доктора філософії у 1922 році в Університеті Фрайбурга, Маркузе повертається до Берліна де працює продавцем книг. У 1929 він знову з'являється у Фрайбурзі де співпрацює з Мартіном Гайдеґґером. З приходом нацистів, що закономірно перешкодило його роботі над цим проєктом, Маркузе стає членом Франкфуртського інституту соціальних досліджень, очолюваного Максом Горкгаймером і залишає Німеччину того ж року, емігруючи спочатку до Швейцарії, а потім до США (1934).
У 1941 публікує Розум та Революцію — діалектичну роботу, що вивчає Геґеля та Маркса. Хоча Маркузе так ніколи й не повертається до Німеччини, він стає одним із основних ідеологів Франкфуртської школи, разом із Максом Горкгаймером та Теодором Адорно.
Упродовж Другої світової війни Маркузе починає свою роботу в офісі воєнної інформації (Office of War Information (OWI)), де працює над антинацистською пропагандою. У 1943 він переводиться до офісу стратегічних служб (Office of Strategic Services (OSS)), де займається вивченням нацистської Німеччини та проблем денацифікації. Після розпуску OSS у 1945 Маркузе прийнятий американським державним департаментом на посаду голови центрального європейського бюро, яку він обіймає до смерті своєї дружини у 1951.
1952 року розпочинає викладацьку кар'єру як політичний теоретик, працюючи спочатку в Університеті Колумбії та Гарварді, а потім в Університеті Брендейс (Brandeis University) з 1958 по 1965, де він стає професором філософії та політики і, врешті-решт, у Університеті Каліфорнії в Сан-Дієго. Протягом цього часу Маркузе був другом та співробітником історико-соціолога Баррінґтона Мура молодшого та політичного філософа Роберта Пола Уолффа (Robert Paul Wolff).
У повоєнний період, Маркузе продовжує бути найбільш виразно політизованим членом франкфуртської школи, дотримуючись лівого ухилу, і надалі ідентифікує себе як марксиста, соціаліста, та геґельянця.
Критика капіталістичного суспільства у працях Маркузе (зокрема його книги Ерос і Цивілізація (1955), яку часто називають синтезом марксизму і фрейдизму, та Одномірна Людина (1964)) звучала в унісон з ідеями студентського руху 60-х, зокрема лівого крила. Так, завдяки своїм чисельним виступам на студентських демонстраціях, Маркузе охрестили «батьком Нових Лівих» (зрештою, сам філософ недолюблював і відкидав це прізвисько). Його роботи здійснили величезний вплив на інтелектуальний дискурс популярної, масової культури та вчених що її досліджували. У пізніх 60-х та в 70-х, Маркузе читає багато лекцій та промов у США та Європі, помираючи 29 липня 1979, після інсульту пережитого ним під час візиту до Німеччини. Представник другого покоління Франкфуртської Школи, теоретик Юрґен Габермас був разом із ним у його останні дні.
Багато прогресивних дослідників та активістів перебували під впливом Маркузе, наприклад, Анджела Девіс та Еббі Гоффман — автор культової для покоління гіпі «Вкради цю книгу» (Steal This Book). Серед лівих, які критикували його погляди, варто відзначити лівого комуніста Пауля Маттика та марксистку-гуманістку Раю Дунаєвську. Написане Маркузе есе «Репресивна толерантність», у якому він стверджував, що капіталістичні демократії є тоталітарними за своєю суттю, зустріли гостру критику за тезу про те, що всі точки зору, окрім консервативних, повинні сприйматись толерантно.
Герберт Маркузе ніяк не був пов'язаний з літературознавцем Людвігом Маркузе (1894—1971), проте міг мати віддалені кровні зв'язки з берлінським сексологом Максом Маркузе (1877—1963).

## Основні твори
- «Геґелева онтологія та теорія історичности» (Hegels Ontologie und die Theorie der Geschichtlichkeit, 1932)
- «Розум і революція. Геґель і виникнення соціяльної теорії» (Reason and Revolution: Hegel and the Rise of Social Theory, 1941)
- «Ерос і цивілізація. Філософське дослідження фройдизму» (Eros and Civilization: A Philosophical Inquiry into Freud, 1955)
- «Радянський марксизм. Критична аналіза» (Soviet Marxism: A Critical Analysis, 1958)
- «Одновимірна людина. Дослідження ідеології розвинутого індустріального суспільства» (One-Dimensional Man, 1964)
- «Заперечення. Нариси з критичної теорії» (Negations: Essays in Critical Theory, 1968)
- «Нарис про визволення» (An Essay on Liberation, 1969)
- «Контрреволюція і бунт» (Counter-Revolution and Revolt, 1972)
- «Естетичний вимір» (The Aesthetic Dimension, 1978)

## Видання українською
- Герберт Маркузе. Одновимірна людина. Дослідження ідеології розвинутого індустріального суспільства [глави з книги] / пер. В. Курганський. // Сучасна зарубіжна соціальна філософія: Хрестоматія. — Київ: Либідь, 1996. — С. 87—134.
- Герберт Маркузе. Структура інстинктів і суспільство: філософське дослідження вчення Зигмунда Фройда / пер. О. Юдін. — Київ: Ніка-Центр, 2010. — 248 с. — ISBN 978-966-521-531-8

### Твори Маркузе
- Розум і революція (1941) [Архівовано 31 жовтня 2020 у Wayback Machine.]
- 33 тези (1947) [Архівовано 14 травня 2014 у Wayback Machine.]
- Одновимірна людина (1964) [Архівовано 4 квітня 2015 у Wayback Machine.]
- Конец утопии (1967) [Архівовано 26 серпня 2016 у Wayback Machine.](рос.)
- По той бік одновимірної людини (1968) [Архівовано 6 квітня 2016 у Wayback Machine.]
- Перегляд поняття революції (1968) [Архівовано 4 квітня 2015 у Wayback Machine.]
- Революційний суб’єкт і самоуправління (1969)
- Поразка «нової лівиці»? (1975) [Архівовано 5 червня 2020 у Wayback Machine.]
- Інтерв'ю журналу Crane Bag (1976) [Архівовано 6 лютого 2021 у Wayback Machine.]
- Уречевлення пролєтаріяту (1978)
- Протосоціялізм і пізній капіталізм: до теоретичної синтези, базованої на аналізі Баро (1979) [Архівовано 16 квітня 2021 у Wayback Machine.]

### Про нього
- Ґальвано делля Вольпе. Моралізм й утопізм Маркузе (1967) [Архівовано 31 травня 2019 у Wayback Machine.]
- Анджела Девіс. Наследия Маркузе (1998) [Архівовано 21 січня 2021 у Wayback Machine.](рос.)
- Лючіо Коллєтті. Післямова до Маркузе (1970) [Архівовано 25 травня 2015 у Wayback Machine.]
- Іштван Месарош. Неґативність у Сартра та Маркузе. Спосіб порушення проблєми залежить від панівної ідеолоґії (2010) [Архівовано 25 травня 2015 у Wayback Machine.]
- Роман Тиса. Герберт Маркузе у пошуках революційного суб’єкта (2021) [Архівовано 3 вересня 2021 у Wayback Machine.]